# Twuyvermolen
De Twuyvermolen in Sint Pancras is poldermolen A van Geestmerambacht, die samen met 10 andere molens afdeling A van de polder bemaalde op de Raaksmaatsboezem.
De molen is in 1663 gebouwd als laatste uitbreiding van de bemalingscapaciteit van de polder. Deze was nodig omdat de Beverkoog, een deel van de polder, een onderbemaling kreeg. Via sluisjes fungeerde deze molen zowel als onderbemaling voor de Beverkoog als bemaling voor het Geestmerambacht. Deze dubbelfunctie duurde waarschijnlijk tot 1871, in dat jaar kreeg de Beverkoog zijn eigen bemaling op de Raaksmaatsboezem.
De molen is in 1926 tot stilstand gekomen en het gaande werk is verwijderd. In 1974 is het wiekenkruis vernieuwd. Tussen 2014 en 2018 is de molen door de eigenaar gerestaureerd en maalvaardig gemaakt.